# دانشگاه والپارایسو

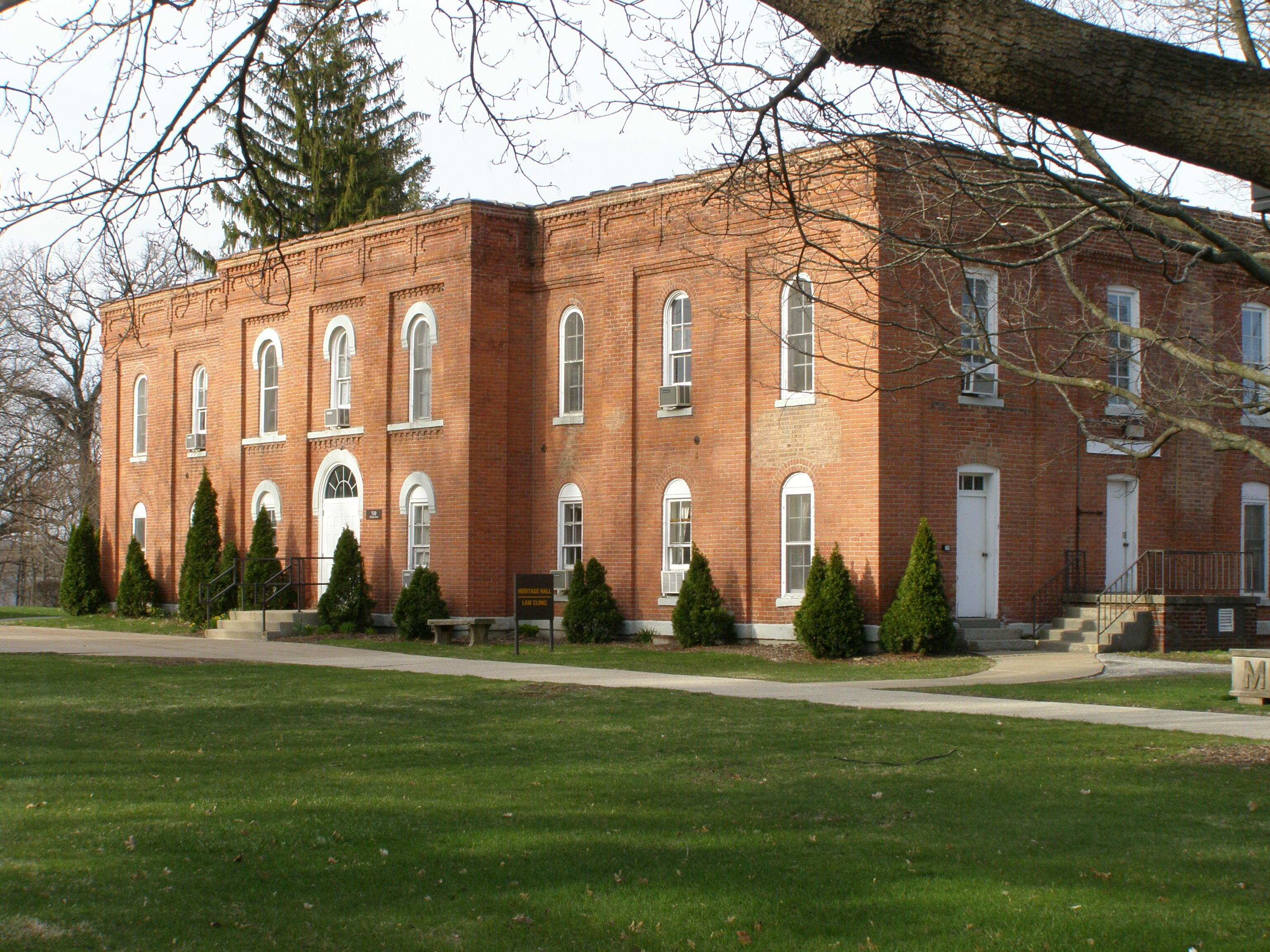

دانشگاه والپارایسو (Valpo) یک دانشگاه خصوصی واقع در والپارایسو، ایندیانا است. این یک دانشگاه وابسته به لوتریانیسم است که حدود ۳۰۰۰ دانشجو از بیش از ۵۰ کشور جهان در محوطه ای به ۳۵۰ جریب فرنگی (۱۴۰ هکتار) در آن به تحصیل مشغول هستند.
هنری بیکر براون کالج پزشکی و جراحی آمریکا را از دانشگاه نورث وسترن خریداری کرد. او بعداً نام این مؤسسه را به کالج پزشکی و جراحی شیکاگو تغییر داد.
در سال ۱۹۰۵ دانشگاه با کالج جراحی دندان شیکاگو ارتباط برقرار کرد تا آموزش دندانپزشکی را برای دانشجویان خود فراهم کند. در دو دهه بعد، والپو به عنوان یک مؤسسه اقتصادی آموزش عالی شهرت ملی به دست آورد به‌طوری که در بین عموم به نام هاروارد مرد فقیر شناخته می‌شد. در اوج ثبت نام در سال ۱۹۰۷، این مدرسه پس از دانشگاه هاروارد، دومین مدرسه بزرگ در کشور آمریکا بود. در سال ۱۹۱۴، ماهنامه ادبی مشعل تأسیس شد و در سال ۱۹۱۵ به هفته نامه دانشجویی دانشگاه تبدیل شد.